# IC 989
IC 989 је елиптична галаксија у сазвјежђу Дјевица која се налази на листи објеката дубоког неба у Индекс каталогу.
Деклинација објекта је + 3° 7' 52" а ректасцензија 14h 14m 51,2s. Привидна величина (магнитуда) објекта IC 989 износи 13,0 а фотографска магнитуда 14,0. IC 989 је још познат и под ознакама UGC 9114, MCG 1-36-27, CGCG 46-72, PGC 50891.